# سامي طه
سامي طه حمران أحد رواد الحركة العمالية والنقابية العربية في فلسطين زمن الانتداب البريطاني.

## سيرته
ولد في عرابة عام 1913؛ توفي والده بينما كان في نهاية الصفوف الابتدائية مما اضطره لترك الدراسة متوجها إلى حيفا وعمل في غرفة التجارة. ثابر على القراءة والمطالعة، ثقف نفسه واطلع على القوانين العمالية. إنضم لجمعية العمال العرب الفلسطينيين في حيفا؛ وتدرج بها حتى أُنتخب أميناً عاماً لها.
مع بدء إضراب سنة 1936 أسست الجمعية لجاناً تولت أعمالاً تنظيمية وتقديم المعونات؛ ومثل سامي طه الجمعية في «اللجنة القومية» التي أشرفت على الإضراب فإعتقلته سلطة الإنتداب ستة أشهر دون محاكمة بموجب أنظمة الطوارئ عام 1937.
في شباط/ فبراير 1945 مثل الحركة العمالية النقابية العربية في فلسطين في «مؤتمر النقابات العمالية العالمي» في لندن.
عمِل على إنشاء تعاونيات وتأسيس صناديق توفير وتسليف. مَثلت الجمعية بقيادته في منتصف الاربعينيات ما يقارب 120,000 عامل. قاد إضراب عمالي في نيسان/ أبريل 1946 احتجاجاً على دائرة البرق والبريد الانتدابية لرفضها الاعتراف بـ«الجمعية» ممثلة للعمال العرب، حتى استجابت حكومة الانتداب لمطالب العمال، مما أكسب الجمعية شعبية وجماهيرية وبيَّن قوة نفوذها.
إختارته الهيئة العربية العليا لفلسطين ليكون ضمن وفدها إلى مؤتمر لندن لبحث قضية فلسطين في أوائل سنة 1947.

## إغتياله
في مساء 11 أيلول/ سبتمبر 1947 أطلق مجهول عليه ثماني رصاصات أمام منزله في الحليصة في حيفا، ففارق الحياة. إجتاحت البلاد موجة حزن واستنكار وشيعته الجماهير إلى مثواه في مقبرة القسام في بلد الشيخ.